# Захиредин Бабур
Захиредин Мохамед Бабур (14 февруари 1483 – 26 декември 1530) е чагатайски и индийски владетел, изтъкнат пълководец, основател на династията на Великите моголи в Индия, където управлява от 1526 г. Известен е и като узбекски поет и писател.

## Биография
Бабур е пряк потомък на Амир Тимур и на Чингис хан съответно чрез баща си и майка си. На около 12-годишна възраст наследява от баща си трона на Фергана. Баща му Омар Шейх е убит 9 юни 1494 г. на 39 години. Бабур в течение на много години води борби с другите феодали, като загубва властта. За кратко наследява чичо си в град Самарканд.
От 1500 до 1505 г. води неуспешни битки с узбеките, след което е изместен от узбеко-монголския хан Шейбани. Премества се в Афганистан, където става наследник на емира на Кабул. Оттам предприема поход за завладяването на Индия, където през 1526 г. премества центъра на новосформираната Моголска империя.
През 1512 г. прави неуспешен опит да си върне Бухара и Самарканд. От Кабул през 1519 г. Бабур предприема поход към Северозападна Индия, а през 1527 г. – към Делхи. Бабур печели битките с владетеля на Делхи Ибрахим Лоди в Панипат през април 1526 г. и с княз Санграм Сингхомв в Кхануа през 1527 г.
Захиредин Бабур е сравняван с Алишер Навои. Поезията на Бабур, написана на чагатайски език, се характеризира с чистота на образите и афоризми. Неговата основна творба  „Автобиография“, е първият образец на този жанр в историческата литература който описва събитията от 1493 до 1529 г. Ярко пресъздава подробности от всекидневния живот на благородниците и нравите и обичаите на епохата. Бабур почива на 26 декември 1530 г. в Агра от дизентерия.